# Tucanet dels tepuis
El tucanet dels tepuis (Aulacorhynchus whitelianus) és una espècie d'ocell de la família dels ramfàstids (Ramphastidae) que habita la selva humida dels tepuis i altres grans muntanyes de les Guaianes.
Considerat coespecífic d'Aulacorhynchus derbianus, ha estat considerat una espècie diferent arran estudis recents